# Andreas Ivanschitz
Andreas Ivanschitz (Eisenstadt, 15 de outubro de 1983) é um futebolista austríaco. Ele joga como meia ofensivo. Seu clube atual é o Seattle Sounders, da Major League Soccer.

## Carreira
Ivanschitz começou a jogar futebol no clube ASK Baumgarten, onde passou 9 anos, de 1989 a 1998. Em 1998 os olheiros do Rapid Viena viram seu talento e o contrataram. Seu primeiro jogo foi em 26 de outubro de 1999, contra o Ranshofen. Ele jogou 147 vezes e marcou 25 gols pelo Rapid. Ele conquistou com o clube o campeonato austríaco na temporada 2004/2005. Em janeiro de 2006, ele foi contratado pelo Red Bull Salzburg, e em agosto de 2006 ele foi contratado pelo Panathinaikos por empréstimo de dois anos, que em 2008 o contratou em definitivo. Em 2009 assinou com o Mainz 05, sendo que o valor da transferência ficou por volta de € 1,5 milhão.

## Seleção
Ivanschitz jogou 69 partidas pela Áustria, marcando 12 gols. Fez sua estréia pela seleção em fevereiro de 2003, em um amistoso contra a Grécia. Ele participou da Eurocopa, em 2008, sendo capitão de sua seleção, com somente 24 anos de idade.

## Títulos
Rapid Viena
- Campeonato Austríaco (1): 2005

## Prêmios individuais
- Futebolista Austríaco do Ano: 2003

## Ligações Externas
- Uefa player bios
- Andreas Ivanschitz Homepage
- Appearances and goals